# William Joseph Hardee
Pour les articles homonymes, voir Hardee.
William Joseph Hardee (12 octobre 1815 – 6 novembre 1873) est un officier de carrière dans l'United States Army, servant durant la seconde guerre séminole et combattant dans la guerre américano-mexicaine. Il sert ensuite dans l'armée confédérée durant la guerre de Sécession.

## Avant la guerre
William Joseph Hardee sort diplômé de West Point en 1854.
Il combattu brièvement lors de la guerre des Séminoles. Durant de la guerre américano-mexicaine, sa compagnie fait partie des quatre compagnies du 2nd Dragoons qui accompagnent le général Zachary Taylor lors de sa marche sur Monterrey,. Hardee a écrit ce qui allait devenir l’un des livres de tactiques d’infanterie les plus utilisés de la guerre civile, appelé Rifle and Light Infantry Tactics (1853-1855).
Il participe à la guerre de l'Utah.

## Guerre de Sécession
William Joseph Hardee démissionne lorsque la Géorgie, son état natal, fit sécession de l'Union. Réputé grand tacticien, il se montra capable de résoudre des problèmes difficiles ce lui a valu à la fois le respect des hommes sous son commandement ainsi que le surnom de « Vieux fiable »...
Il servit notamment sous les ordres de Braxton Bragg et d'Albert Sydney Johnston, et participa à la bataille de Perryville et de Stones River par exemple.

Hardee remplaça Leonidas Polk après la bataille de Chickamauga, et mena le corps à travers la bataille de Chattanooga. Au cours de la bataille, Hardee et ses hommes ont pu vaincre les troupes de l’Union sous le commandement de George H. Thomas. Après la bataille, Hardee et plusieurs officiers confédérés convainquirent le président confédéré Jefferson Davis de retirer Bragg du commandement. Hardee commanda des troupes pendant la campagne d’Atlanta sous les ordres du général Joseph E. Johnston. Au cours des derniers mois de la guerre, Hardee commanda des troupes pendant la bataille de Jonesborough et commanda le département de Caroline du Sud, de Géorgie et de Floride. Il résista aux armées du général de l’Union William T. Sherman mais fut forcé d’abandonner Savannah et Charleston. Il prit part à la bataille de Bentonville en Caroline du Nord et se rendit à Sherman avec Joseph E. Johnston le 26 avril 1865.

## Après la guerre
Après la guerre Hardee redevint planteur dans l'Alabama.